# Escariche
Escariche – gmina w Hiszpanii, w prowincji Guadalajara, w Kastylii-La Mancha, o powierzchni 30,09 km². W 2011 roku gmina liczyła 203 mieszkańców.